# Lueheopsis althaeiflora
Lueheopsis althaeiflora là một loài thực vật có hoa trong họ Cẩm quỳ. Loài này được (Spruce ex Benth.) Burret mô tả khoa học đầu tiên năm 1926.